# Wahlkreis Friedrichshain-Kreuzberg 6
Der Wahlkreis Friedrichshain-Kreuzberg 6 ist ein Abgeordnetenhauswahlkreis in Berlin. Er gehört zum Wahlkreisverband Friedrichshain-Kreuzberg und umfasst im Ortsteil Friedrichshain das Gebiet Traveplatz südlich Scharnweberstraße, Boxhagener Platz, Stralauer Kiez, Stralauer Halbinsel.
Der Wahlkreis wurde zu den Wahlen zum Abgeordnetenhaus von Berlin 2011 erstmals eingerichtet, jedoch zu den Wahlen zum Abgeordnetenhaus von Berlin 2016 bereits wieder aufgelöst, da die Einwohnerzahl in anderen Berliner Bezirken stärker gestiegen war und Friedrichshain-Kreuzberg daher nur noch fünf Wahlkreise zustanden. Sein Gebiet umfasste den Ortsteil Friedrichshain südöstlich der Linie Warschauer Straße–Marchlewskistraße–Rüdersdorfer Straße–Straße der Pariser Kommune–Karl-Marx-Allee–Warschauer Straße–Grünberger Straße–Krossener Straße–Oderstraße.
Im April 2020 beschloss der Senat von Berlin entsprechend der Bevölkerungsentwicklung die Wiedereinrichtung des Wahlkreises für die Wahl zum Abgeordnetenhaus von Berlin 2021.

## Abgeordnetenhauswahl 2023
Bei der Wahl zum Abgeordnetenhaus von Berlin 2023 traten folgende Kandidaten an:
| Name                    | Partei            | Anteil der Erststimmen | Anteil der Zweitstimmen |
| ----------------------- | ----------------- | ---------------------- | ----------------------- |
| Julian Schwarze         | Grüne             | 39,5 %                 | 36,5 %                  |
| Kerstin Wolter-Ehling   | Die Linke         | 19,7 %                 | 20,1 %                  |
| Sven Heinemann          | SPD               | 13,2 %                 | 12,8 %                  |
| Max Kindler             | CDU               | 12,6 %                 | 12,2 %                  |
| Jens Glatzer            | Die PARTEI        | 04,3 %                 | 02,8 %                  |
| Diana Flemmig           | FDP               | 03,7 %                 | 04,2 %                  |
| Alexander Sell          | AfD               | 03,4 %                 | 03,4 %                  |
| Dario Stänicke          | Tierschutzpartei  | 02,6 %                 | 02,3 %                  |
| Claus-Henning Hacker    | dieBasis          | 00,5 %                 | 00,4 %                  |
| Andrea Kirschtowski     | Einzelbewerberin  | 00,3 %                 | 0–                      |
| Oskar-Wolf Meier        | ÖDP               | 00,2 %                 | 00,1 %                  |
| –                       | Volt              | –                      | 02,1 %                  |
| –                       | Klimaliste Berlin | –                      | 01,0 %                  |
| –                       | Sonstige          | –                      | 02,1 %                  |
| Wahlberechtigte: 27.729 |                   |                        |                         |
| Wahlbeteiligung: 69,1 % |                   |                        |                         |

## Abgeordnetenhauswahl 2021
Bei der im Nachhinein für ungültig erklärten Wahl zum Abgeordnetenhaus von Berlin 2021 traten folgende Kandidaten an:
| Name                     | Partei            | Anteil der Erststimmen | Anteil der Zweitstimmen |
| ------------------------ | ----------------- | ---------------------- | ----------------------- |
| Julian Schwarze          | Grüne             | 38,6 %                 | 35,2 %                  |
| Kerstin Wolter-Ehling    | Die Linke         | 22,5 %                 | 23,1 %                  |
| Sven Heinemann           | SPD               | 13,1 %                 | 12,3 %                  |
| Max Kindler              | CDU               | 07,9 %                 | 07,1 %                  |
| Diana Flemmig            | FDP               | 05,5 %                 | 05,9 %                  |
| Jens Glatzer             | Die PARTEI        | 04,9 %                 | 03,3 %                  |
| Alexander Sell           | AfD               | 02,9 %                 | 02,9 %                  |
| Dario Stänicke           | Tierschutzpartei  | 02,4 %                 | 01,9 %                  |
| Hugo Sturm               | dieBasis          | 01,5 %                 | 01,2 %                  |
| Andrea Kirschtowski      | Einzelbewerberin  | 00,3 %                 | 0–                      |
| Oskar-Wolf Meier         | ÖDP               | 00,2 %                 | 00,1 %                  |
| –                        | Volt              | –                      | 02,1 %                  |
| –                        | Klimaliste Berlin | –                      | 01,0 %                  |
| –                        | Sonstige          | –                      | 03,9 %                  |
| Wahlberechtigte: 27.887  |                   |                        |                         |
| Wahlbeteiligung: 084,5 % |                   |                        |                         |

## Abgeordnetenhauswahl 2011
Bei der Wahl zum Abgeordnetenhaus von Berlin 2011 traten folgende Kandidaten an:
| Name                              | Partei           | Anteil der Erststimmen | Anteil der Zweitstimmen |
| --------------------------------- | ---------------- | ---------------------- | ----------------------- |
| Marianne Burkert-Eulitz           | Grüne            | 28,8 %                 | 27,1 %                  |
| Sven Heinemann                    | SPD              | 24,8 %                 | 24,6 %                  |
| Felix Just                        | Piraten          | 17,5 %                 | 17,0 %                  |
| Damiano Valgolio                  | Die Linke        | 15,0 %                 | 13,8 %                  |
| Michael Schill                    | CDU              | 08,1 %                 | 08,1 %                  |
| Dustin Hoffmann                   | Die PARTEI       | 03,2 %                 | 02,1 %                  |
| Ingrid Richter                    | pro Deutschland  | 01,3 %                 | 00,5 %                  |
| Johannes Issmer                   | FDP              | 00,9 %                 | 01,0 %                  |
| Eckehart Ehrenberg                | DL               | 00,3 %                 | 0–                      |
| –                                 | Tierschutzpartei | –                      | 01,4 %                  |
| –                                 | NPD              | –                      | 01,2 %                  |
| –                                 | Sonstige         | –                      | 03,2 %                  |
| Wahlberechtigte: 29.578 Einwohner |                  |                        |                         |
| Wahlbeteiligung: 64,2 %           |                  |                        |                         |

## Bisherige Abgeordnete
Direkt gewählte Abgeordnete des Wahlkreises Friedrichshain-Kreuzberg 6:
| Jahr | Name                    | Partei | Anteil der Erststimmen |
| ---- | ----------------------- | ------ | ---------------------- |
| 2023 | Julian Schwarze         | Grüne  | 39,5 %                 |
| 2021 | Julian Schwarze         | Grüne  | 38,6 %                 |
| 2011 | Marianne Burkert-Eulitz | Grüne  | 28,8 %                 |